# Julio Peña Fernández
Julio Peña Fernández (San Sebastián, 15 luglio 2000) è un attore e cantante spagnolo, noto per aver interpretato il ruolo di Manuel Gutiérrez nella soap di Disney Channel Bia, quello di Guillermo Sacristán nella soap Una vita e quello di Ares Hidalgo nei film di Netflix Dalla mia finestra ,Dalla mia finestra: Al di là del mare e Dalla mia finestra: Guardando te.

## Biografia
Julio Peña Fernández è nato il 15 luglio 2000 a San Sebastián, in provincia di Gipuzkoa, nella comunità dei Paesi Baschi (Spagna), tuttavia, è cresciuto nella città di Madrid, insieme ai suoi genitori e a sua sorella Emma Peña. Fu in quella città che mosse i primi passi di recitazione come parte del suo gruppo teatrale del liceo e frequentò laboratori di recitazione in città. Inoltre, ha preso lezioni di pianoforte per nove anni.

## Carriera
Julio Peña Fernández dal 2012 ha preso parte a diverse opere teatrali, come: The Nightmare Before Christmas (2012), Miles gloriosus (2013), Spamolot (2014), Mamma Mia! (2015) e Los Pelópidas (2016), oltre a recitare nei musical Alice nel paese delle meraviglie (2017), La sposa cadavere (2018) e Moulin Rouge (2018) al Teatro Arcadia.
Nel 2018 è stato selezionato per recitare nella serie originale di Disney Channel Bia, con il ruolo di Manuel Gutiérrez. Ha ottenuto il ruolo quando era alla scuola di teatro Jana di Madrid e i produttori della serie sono andati a fare un casting per selezionare l'attore protagonista. Lo ingaggiano dopo aver superato le prove finali e si trasferisce a Buenos Aires. Grazie alla sua interpretazione, è stato nominato ai Kids' Choice Awards Messico nel 2020 come attore televisivo preferito, ai Most Listened Awards nel 2021 come attore dell'anno e ai SEC Awards in Brasile come miglior attore in una serie per adolescenti. Nel 2021 ha partecipato allo speciale televisivo Bia: Un mundo al revés debuttato su Disney+ in America Latina. Nello stesso anno ha partecipato al musical Something Rotten!.
Nel gennaio 2021 è entrato a far parte del cast della serie televisiva spagnola Una vita (Acacias 38), dove ha interpretato Guillermo Sacristán fino alla fine nel maggio dello stesso anno. Nell'aprile 2021 è stata annunciata la sua interpretazione nel film originale di Netflix, Dalla mia finestra (A través de mi ventana), tratto dall'omonimo bestseller, dove interpreta il ruolo di Ares Hidalgo, il protagonista. Mesi dopo, ha partecipato al video musicale per la canzone Berlín di Aitana, interpretando l'interesse amoroso di Aitana (Miguel). Ha partecipato al cast principale dell'opera teatrale Embrague, scritta da Raúl Barranco e diretta da Jacobo Muñoz.

## Filmografia

### Cinema
- Dalla mia finestra (A través de mi ventana), regia di Marçal Forés (2022)
- Dalla mia finestra: Al di là del mare (A través del mar), regia di Marçal Forés (2023)
- Dalla mia finestra: Guardando te (A través de tu mirada), regia di Marçal Forés (2024)

### Televisione
- Una vita (Acacias 38) – soap opera, 80 episodi (2021)
- Bia – telenovela, 121 episodi (2019-2022)
- Bia: Un mundo al revés – speciale TV (2021)
- Berlino (Berlín) – serie TV, 8 episodi (2023)

### Video musicali
- Berlín di Aitana (2021)

## Teatro
- The Nightmare Before Christmas (2012)
- Miles gloriosus (2013)
- Spamolot (2014)
- Mamma Mia! (2015)
- Los Pelópidas (2016)
- Alice nel paese delle meraviglie – Musical (2017)
- La sposa cadavere – Musical (2018)
- Moulin Rouge – Musical (2018)
- Something Rotten! – Musical (2021)

## Discografia
- Así yo soy (2019)
- Si vuelvo a nacer (2019)
- Grita (2020)
- Bia: Un mundo al revés (2021)

## Doppiatori italiani
Nelle versioni in italiano delle opere in cui ha recitato, Julio Peña Fernández è stato doppiato da:
- Mirko Cannella[20] in Dalla mia finestra[21], Dalla mia finestra: Al di là del mare, Dalla mia finestra: Guardando te
- Emanuele Ruzza[22] in Bia[23]
- Simone Lupinacci[24] in Una vita[25]
- Matteo Garofalo in Berlino

## Riconoscimenti
- Kids' Choice Awards, Messico
  - 2020: Candidato come Artista televisivo maschile per la soap opera Bia
  - 2021: Candidato come Artista televisivo maschile per la soap opera Bia[26]

- Premi Bousnid
  - 2020: Vincitore come Giovane attore maschio per la soap opera Bia[27]

- Premi Lo Más Escuchado
  - 2021: Candidato come Attore dell'anno per la soap opera Bia

- Premi SEC Awards
  - 2021: Candidato come Attore di serie per adolescenti per la soap opera Bia